# Narue no Sekai
Narue no Sekai (成恵の世界 lit. El mundo de Narue?) es una serie de manga escrita e ilustrada por Tomohiro Marukawa. Fue publicado desde julio de 1999 hasta diciembre de 2012 por la revista Monthly Shōnen Ace de la editora Kadokawa Shoten. Una adaptación a serie de anime fue estrenada por Mainichi TV en abril de 2003 con un total de 12 episodios.

## Argumento
Narue no Sekai se ambienta en una Vía Láctea convulsa y llena de conflictos motivados por los desencuentros por diferencias raciales. En ella, la llamada "Federación Intergaláctica", que cuenta con un vasto y altamente tecnológico ejército, intenta establecer algo de orden en el caos que domina toda la galaxia. Un día, exploradores de la misma descubren el planeta Tierra, habitada por una de las razas más avanzadas: la humana. Fascinados por la extraña para ellos relativa convivencia pacífica con la que coexisten en el planeta, las diversas facciones espaciales declaran neutral el planeta y una política de no intervención; y la Federación envía exploradores para que disimulada mente descubran como los terrícolas han llegado a convivir en paz. Uno de estos investigadores sería Tadashi Nanase, y fruto de su investigación y su relación con los terráqueos nacería Narue.
Años después, el joven típico y normal Kazuto se encuentra un día un pobre perrito abandonado, pero va a resultar que ni es un inocente cachorro, no va destinado para el: sino para la joven Narue....

## Personajes
Kazuto Iizuka (和人飯塚 Kasuto Iizuka)
Interpretado en el anime por: Daisuke Sakaguchi (OVA, CD Drama), Jamie McGonnigal (Inglés).
Kazuto es el protagonista masculino. Mientras se dirigía a la escuela, se cruza con otra estudiante, Narue Nanase, quien lo salvó del ataque de un alienígena. Luego, él descubre que Narue es una alienígena también, y que su padre forma parte del equipo de exploración intergaláctica. Sugerido por su amigo Masaki Maruo, Izuka le ofrece a Narue tener una cita y mantener una relación, algo que puede interferir entre las investigaciones y causarles problemas.
Narue Nanase (七瀬 成恵 Nanase Narue)
Interpretado en el anime por: Mamiko Noto (OVA), Veronica Taylor (Inglés).
Narue es la protagonista femenina, quien es mitad alienígena y mitad terrícola. Ha estado en el espacio en varias ocasiones, pero siente que la Tierra es su verdadero hogar. Tiene una personalidad inocente, y se siente agraciada cuando Kazuto acepta su parte alíen. Ella lo llama "Kazuto Kazu".
Masaki Maruo (丸尾正 Maruo Masaki) 
Maruo es un amigo de Kazuto y trata de aconsejar a Narue. Es también un amigo de la infancia de Yagi. 
Interpretado en el anime por: Jun Fukuyama (OVA), Jimmy Zoppi (Inglés).
Hajime Yagi (八木 Hajime Yagi) 
Yagi es compañera de clase de Kazuto y una aficionada a la ciencia ficción. Ella no quiere creer que Narue es un extraterrestre, de modo que actúa con hostilidad hacia ella desde el principio. Cuando se hace amiga de Kanaka, que tenía problemas para adaptarse en la escuela, Yagi se muestra solitaria. Yagi y Narue finalmente superan sus malentendidos, en parte debido a Kanaka, y son capaces de convertirse en amigos. 
Interpretado en el anime por: Saeko Chiba (OVA), Michele Knotz (Inglés).
Kanaka Nanase (七瀬香奈 Nanase kanaka) 
Kanaka es la hermana mayor de Narue, y también es una alienígena. Ella parece más joven que Narue cuando aparece debido a complicaciones en el método de los viajes espaciales (tiempo de dilatación). Kanaka se sorprende y se muestra confundida por lo que ha sucedido durante su ausencia y actúa precipitadamente en un primer momento, causando problemas. Pronto se ajusta a su familia en la Tierra, aunque Kanaka todavía tiene un carácter de malcriada y una personalidad traviesa. 
Interpretado en el anime por: Junko Minagawa (OVA), Rachael Lillis (Inglés).
Bathyscaphe (罚襟巻, Bachisukāfu) 
Bathyscaphe es el protector de Kanaka. Aunque aparenta ser humano, su verdadera forma es una nave espacial, tipo <<Destructor Escolta>>, retirada.
Interpretado en el anime por: Mami Kosuge (OVA), Carol Jacobanis (Inglés).
Haruna (ハルナ)
Haruna es una nave rápida del tipo <<Destructor Escolta>> que ha desertado y se esconde, haciendo uso de un avatar humano y ejerciéndose como camarera en un restaurante. Estaba asustada para hacer frente Bathyscaphe, pero él le aseguró que al estar retirado no tenía por qué informar a las autoridades alienígenas de su presencia en la Tierra. Más tarde Haruna se casa con el propietario del restaurante de la playa. 
Interpretado en el anime por: Yumi Touma (OVA), Debora Rabbai (Inglés).
Tadashi Nanase (七瀬 Tadashi Nanase) 
Padre de Narue. En realidad es un enviado alienígena a la Tierra para estudiar su cultura y su gente, pero se enamoró de una mujer, la madre de Narue.
Interpretado en el anime por: Junichi Sugawara (OVA), Dan Green (Inglés).
Tail Messa (テイルメッサー Teiru Messā)
Inspector en Jefe. Él ha tratado muchas veces de persuadir a Narue de abandonar la Tierra e ir al espacio, pero parece tener una debilidad por la familia Nanase y sus amigos. Tail Messa ayudó al padre de Narue a emigrar del Planet Nippon cuando no pudo convencerlo de quedarse, y como Inspector en Jefe ayudó a organizar la nave Ninurta de los refugiados de Turugistani a establecerse sobre el planeta Nippon, resolviendo así una situación difícil (diplomáticamente hablando), que amenazaba con separar a Narue y Kazuto. 
Interpretado en el anime por: Tomomichi Nishimura (OVA), Tristan Goddard (Inglés).
Rin Asakura (朝仓 Asakura Rin) 
Título oficial: Mecha de Inteligencia del Departamento de Inspección. Androide de Combate Espacial utilizado por Tail Messa para ayudar a defender la Tierra. Cuando ella apareció por primera vez, trató de seducir a Kazuto lejos de Narue (bajo las órdenes de la Tail Messa), pero descubre que su vínculo era muy fuerte e irrompible. A pesar de que su misión inicial era separar a la pareja, se vuelven buenos amigos. Rin parece haber sido para tareas terrestres.
Interpretado en el anime por: Oma Ichimura (OVA), Jessica Calvello (Inglés).
Ran Tendo (天堂 Ran) 
Título oficial: Mecha Táctico del Departamento de Inspección. Androide de Combate Espacial utilizado por Tail Messa para ayudar a defender la Tierra. Más pragmático que Rin. Ran y Rei. Opera desde el portaaviones de escolta Binten para defender la Tierra de, por ejemplo, los terroristas y los androides Berserker. Ran puede volar por acción de unidades de propulsión doble que aparecen de sus colas de caballo.
Interpretado en el anime por: Tomoko Kawakami (OVA), Vibe Jones (Inglés).
Rei Otonashi (音无 Otonashi Rei) 
Título oficial: Mecha Estratégico del Departamento de Inspección. Androide de Combate Espacial utilizado por Tail Messa para ayudar a defender la Tierra. Rei es más tranquila que Rin o Ran, pero si es sorprendida puede disparar misiles en un instante. Rei puede transformar su largo cabello en un ala delta debajo de su gorro.
Interpretado en el anime por: Natsuko Kuwatani (OVA), Catherine Kim (Inglés).
Akira Nitta (新 Nitta Akira) 
Uno de los compañeros de clase Narue. De carácter introvertido, Nitta idolatra Narue porque ella es una de las pocas personas en la escuela que lo trata con amabilidad. Sus aventuras incluyen usar la venda de teletransporte de Narue -con resultados humorísticos- y exorcizar un fantasma con la ayuda de Yagi y Kudo. Nitta está constantemente en servicio la biblioteca porque no tiene el valor de reclamar a que sus compañeros que tomen sus turnos. 
Kyoko Kudo (工藤 Kudō Kyōko) 
Una de las compañeras de clase Narue. Es un matón egocentrista, aunque con un lado amable.
Interpretado en el anime por: Kanako Tateno (OVA), Lisa Ortiz (Inglés).
Yuki Kashiwazaki (柏崎 Kashiwazaki Yuki) 
Interpretado en el anime por: Yuko Goto (OVA), Mandy Bonhomme (Inglés).
Aya Kanazawa (金沢 Kanazawa Aya) 
Interpretado en el anime por:: Nami Kurokawa (OVA), Catherine Kim (Inglés).
Manaka Daito / Magicannon Girl Yongo-chan(大当真名花/魔砲少女四号 Daitō Manaka / Mahō Shōjo Yongōchan) 
La heroína de una serie anime del mismo nombre. Por el poder de la Cannon Mágico # 4, Manaka se transforma de un serio miembro del club de tiro con arco Magicannon Girl Yongo-chan, Magical Girl del Amor y la Paz. Tanto el nombre como el diseño de Yongo-chan, deriban del tanque Panzer IV, conocido como Yongo Sensha (IV号戦车) en japonés. 
Interpretado en el anime por: Nogara Sakura (OVA), Lisa Ortiz (Inglés).

## Manga
Creado por Tomohiro Marukawa, Narue no Sekai se publica desde el 2000 por la editora Kadokawa Shoten. Actualmente consta de 12 volúmenes, y continúa publicándose. Fue licenciada en Argentina por Editorial Ivrea y en Estados Unidos por Central Park Media.
| Volumen | ISBN               | Fecha de publicación en Japón |
| ------- | ------------------ | ----------------------------- |
| 01      | ISBN 4-04-713346-9 | Julio de 2000                 |
| 02      | ISBN 4-04-713365-5 | Septiembre de 2000            |
| 03      | ISBN 4-04-713416-3 | Mayo de 2001                  |
| 04      | ISBN 4-04-713477-5 | Marzo de 2002                 |
| 05      | ISBN 4-04-713516-X | Diciembre de 2002             |
| 06      | ISBN 4-04-713601-8 | Marzo de 2004                 |
| 07      | ISBN 4-04-713679-4 | Diciembre de 2004             |
| 08      | ISBN 4-04-713736-7 | Julio de 2005                 |
| 09      | ISBN 4-04-713882-7 | Octubre de 2006               |
| 10      | ISBN 4-04-715039-3 | Marzo de 2008                 |
| 11      | ISBN 4-04-715455-5 | Mayo de 2010                  |

## Anime
Realizado por los estudios GONZO y dirigido por Hiromitsu Morita, se estrenó el 5 de abril de 2003 por Mainichi Broadcasting, finalizando en junio de ese mismo año con un total de 12 episodios. Fue licenciada y transmitida en Estados Unidos.

### Episodios
| #  | Título                                                                             | Estreno             |
| -- | ---------------------------------------------------------------------------------- | ------------------- |
| 1  | «Mi novia es una alienígena» «Boku no Kanojo wa Uchūjin» (ボクの彼女は宇宙人)      | 5 de abril de 2003  |
| 2  | «Mi primera cita» «Hajimete no dēto» (はじめてのデート)                            | 12 de abril de 2003 |
| 3  | «Nuestra base secreta» «Futari no kimitsu kichi» (二人の秘密基地)                  | 19 de abril de 2003 |
| 4  | «Mi joven hermana mayor» «Toshishita no oneechan» (年下のお姉ちゃん)               | 26 de abril de 2003 |
| 5  | «Kanaka va a la escuela» «Kanaka Gakkō e iku» (香奈花学校へ行く)                   | 3 de mayo de 2003   |
| 6  | «¡Impacto de pasión!» «Koi wa Impact!» (恋はインパクト！)                          | 10 de mayo de 2003  |
| 7  | «¿¡Crisis en la Piscina!? Tres disparos» «Pūru!? Kiki sanbatsu» (プール!?危機三発) | 17 de mayo de 2003  |
| 8  | «Mensaje desde la Tierra» «Chikyū kara no messēji» (地球からのメッセージ)          | 24 de mayo de 2003  |
| 9  | «Viajando por las estrellas enamorado» «Koisuru Hoshi Fune» (恋する星船)           | 31 de mayo de 2003  |
| 10 | «Batalla épica de cosplays» «Kosupure Taisaku Ikusa» (コスプレ大作戦)              | 7 de junio de 2003  |
| 11 | «Pequeña ceremonia de bodas» «Chīsa na kekkonshiki» (小さな結婚式)                 | 14 de junio de 2003 |
| 12 | «Noche de festival» «Matsuri no Yoru» (祭の夜)                                     | 21 de junio de 2003 |

### Música
Opening
- "Shooting Star"

Interpretado por: CooRie
Ending
- "Ice Cream"

Interpretado por: Saeko Chiba